# Zuluchironomus demoori
Zuluchironomus demoori är en tvåvingeart som beskrevs av Harrison 2000. Zuluchironomus demoori ingår i släktet Zuluchironomus och familjen fjädermyggor. Inga underarter finns listade i Catalogue of Life.